# Schedocercops maeruae
Schedocercops maeruae är en fjärilsart som beskrevs av Lajos Vári 1961. Schedocercops maeruae ingår i släktet Schedocercops och familjen styltmalar. Inga underarter finns listade.